# (3642) Frieden
(3642) Frieden es un asteroide perteneciente al cinturón de asteroides, descubierto el 4 de diciembre de 1953  por Herta Gessner desde el Observatorio de Sonneberg, Sonneberg, Alemania.

## Designación y nombre
Designado provisionalmente como 1953 XL1. Fue nombrado Frieden en homenaje a la diosa “Frieden” cuya equivalente romana es la diosa Paz.